# Riwaq

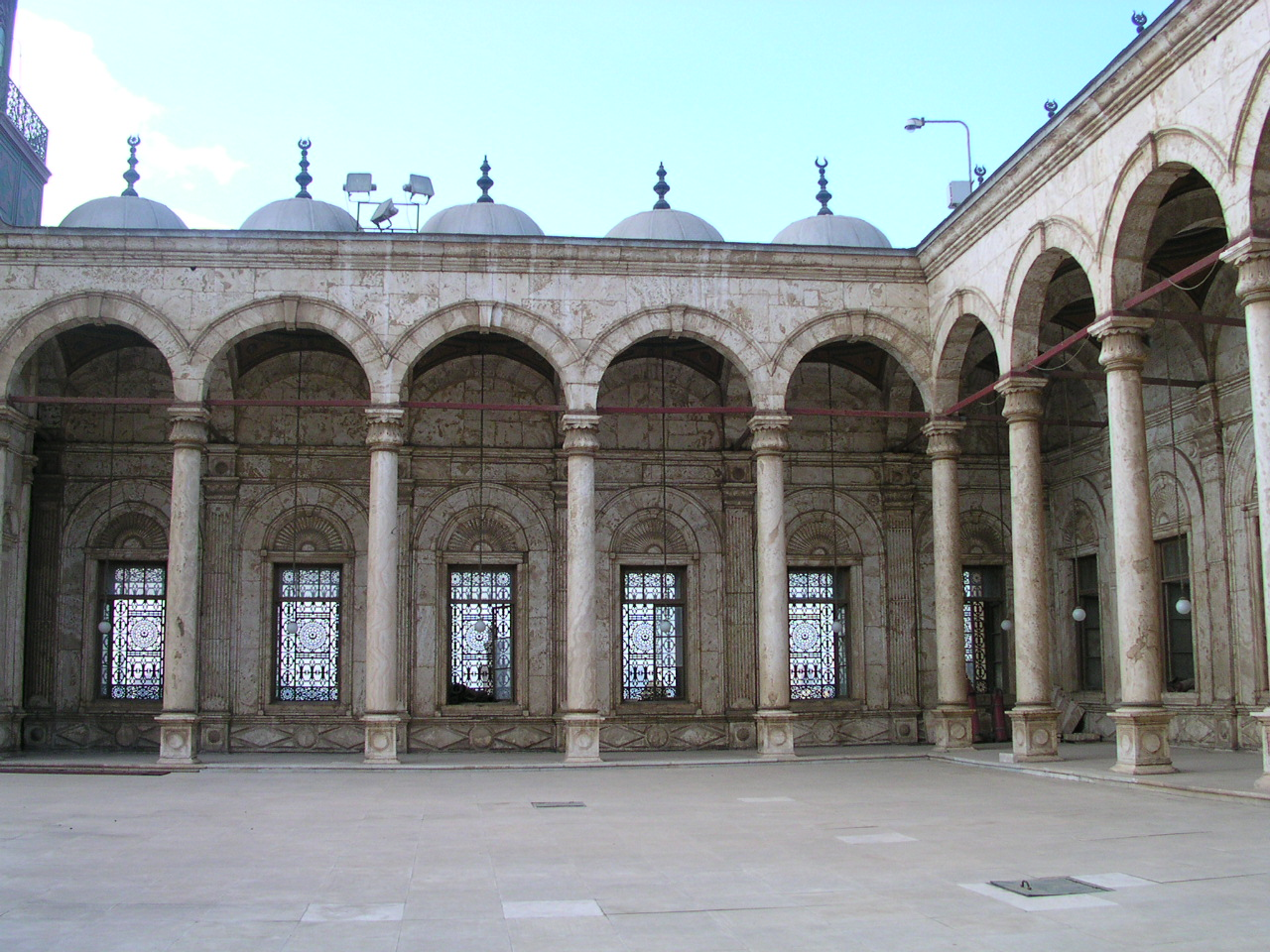
Riwaq alla moschea di Muhammad Ali al Cairo

Il riwaq (o rivaq, in arabo رواق‎?) è un porticato o arcata aperta su almeno un lato. È un elemento di stile architettonico nell'architettura islamica e nella progettazione dei giardini islamici.
Un Riwaq spesso funge da spazio di transizione tra gli spazi interni ed esterni. Come struttura porticata o arcata, fornendo ombra e una regolazione della luce solare nei climi caldi nonché copertura dalla pioggia in qualsiasi luogo.

## Arcata

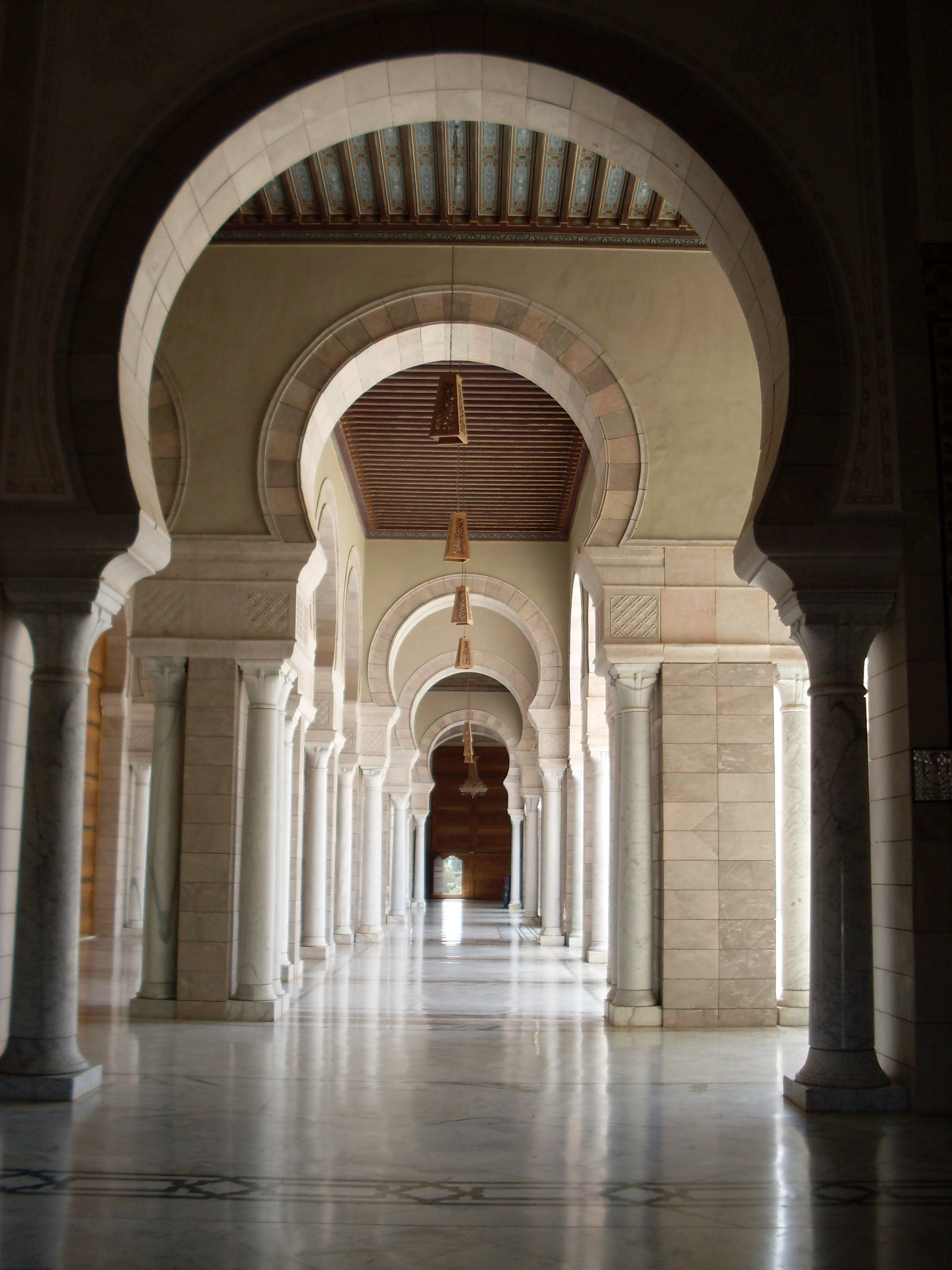
Un esempio di riwaq a Tunisi

Come elemento un'arcata è una struttura che si trova spesso intorno e definisce i cortili delle moschee e delle madrase, e viene utilizzata per la circolazione coperta, l'incontro e il riposo e la circumambulazione rituale. L'elemento arcale si trova anche lungo le principali passerelle dei bazar più grandi.
Esempi
Un esempio di aracata Riwaq include: 
- Intorno alla Kaaba nel cortile della moschea Masjid al-Haram a La Mecca, e il cortile della moschea di Uqba in Tunisia.
- Lungo le principali vie del Bazar di Kashan, nell'attuale Iran.